# Dean Glenesk
Dean Glenesk (né le 22 septembre 1957 à La Grange dans l'Illinois) est un pentathlète moderne américain. Il participe aux Jeux olympiques d'été de 1984 et remporte la médaille d'argent dans la compétition par équipes.

## Palmarès

### Jeux olympiques
- Jeux olympiques de 1984 à Los Angeles,  États-Unis
  -  Médaille d'argent.